# بيتر سوتون
بيتر سوتون (بالإنجليزية: Peter Sutton)‏ هو مهندس الصوت بريطاني، ولد في 23 أبريل 1943 في نيوكاسل أبون تاين في المملكة المتحدة، وتوفي في 24 أغسطس 2008.

## وصلات خارجية
- بيتر سوتون على موقع IMDb (الإنجليزية)